# Voluntariat

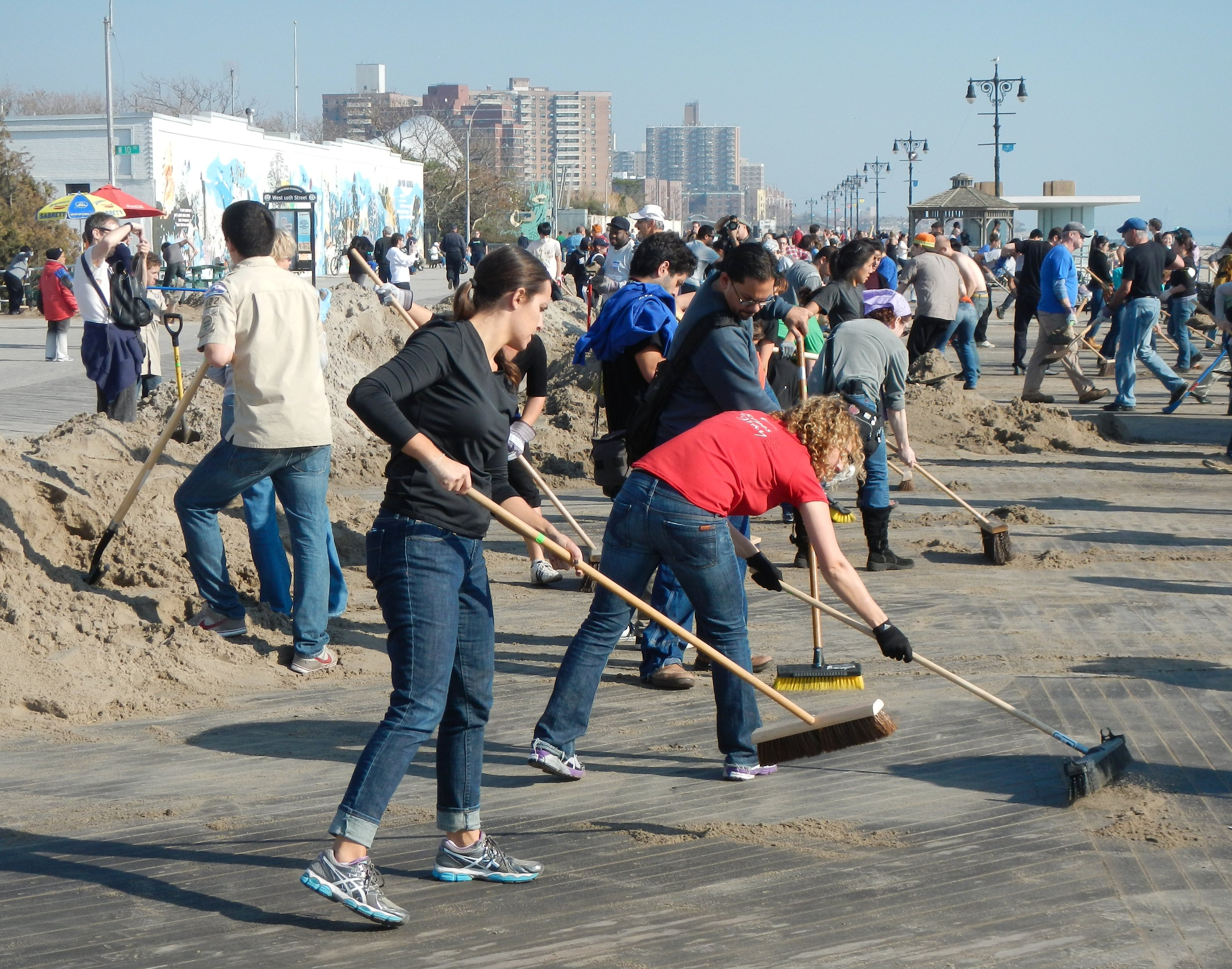
Voluntarii curăță promenada din Brooklyn după Uraganul Sandy din 2012

Voluntariatul este un act voluntar al unui individ sau al unui grup care acordă liber timp și muncă pentru serviciul în folosul comunității. Mulți voluntari sunt instruiți în mod special în domeniile în care lucrează, cum ar fi medicina, educația sau salvarea în situații de urgență. Voluntariatul reprezintă participarea voluntarului persoană fizică la activități de interes  public desfășurate în folosul altor persoane sau al societății, organizate de către persoane juridice de drept public sau de  drept privat, fără remunerație, individual sau în grup. Alții vin în sprijinul persoanelor fără ajutor să facă voluntariat ca urmare a unei dezastru natural. În zilele noastre, un tip comun de voluntari este turismul voluntar. 

## Despre voluntariat
Voluntariatul este activitatea de interes public desfășurată din proprie inițiativă de orice persoană fizică, în folosul altora, fără a primi o contraprestație materială. Activitatea se desfășoară în domenii cum sunt: asistență și serviciile sociale, protecția drepturilor omului, sistem medico-sanitar, cultural, artistic, educativ, de învățământ, științific, religios, sportiv, de protecție a mediului, activismul civic, situații de urgență, ajutorul umanitar și/sau filantropic, dezvoltarea comunitară, dezvoltarea socială.
Conform prevederilor legale (H.G. nr.1579 din 8.12.2005 Statutul personalului voluntar cu modificările ulterioare) activitatea de voluntariat în situații de urgență se consideră experiență profesională și/sau în specialitate, în funcție de tipul activității, dacă aceasta este realizată în domeniul studiilor absolvite. Parcursul profesional al voluntarului este confirmat de certificatul nominal de voluntar.

## Principii
- participarea ca voluntar, activitate de interes public, neremunerată și bazată pe o decizie liber consimțită a voluntarului;
- implicarea activă a voluntarului în viața comunității;
- desfășurarea voluntariatului cu excluderea remunerației din partea beneficiarului activității;
- participarea persoanelor la activitățile de voluntariat, pe baza egalității de șanse și de tratament, fără discriminări;
- activitatea de voluntariat nu substituie munca plătită;
- caracterul de interes public al activității de voluntariat[4].

## Forme de voluntariat
Cea mai întâlnită formă de voluntariat este organizația nonprofit. Cele mai multe organizații de acest tip sunt cele de și pentru tineret. Exemple:BEST - Board of European Students of Technology, AIESEC , Pentru Voi, AEGEE, Fundația pentru Dezvoltarea Societății Civile LSFI, ATEFS.
Totodată, există organizații neguvernamentale care își desfășoară activitățile (total sau parțial) cu sprijinul echipelor de voluntari: Fundația Tineri pentru Tineri, Asociația Română Anti-SIDA, Societatea de Educație Contraceptivă și Sexuală, Asociația Young Initiative, Asociația Salvați Copiii, Crucea Roșie Română, World Vision, SMURD, Asociația Generală a Inginerilor din România, AGLT - Asociația Grupurilor Locale de Tineret, TEAM - Together Everyone Achieves More.

## Tipuri de voluntariat

### Voluntariat prin programele de învățare prin servicii
Multe școli de la toate nivelurile de educație oferă programe de învățare prin serviciu, care le permit elevilor să servească comunitatea prin voluntariat, în timp ce câștigă credite educaționale. Potrivit lui Alexander Astin în prefața "Unde este învățarea în învățarea prin serviciu?" de Janet Eyler și Dwight E. Giles, Jr.,”... promovăm adoptarea pe scară largă a învățării prin serviciu în învățământul superior, deoarece o considerăm un mijloc puternic de pregătire a studenților pentru a deveni părinți și cetățeni mai grijulii și responsabili. și de a ajuta colegiile și universitățile să își respecte angajamentul de a „sluji societatea.” '".Când descrie învățarea prin serviciu, Educația medicală de la Harvard spune: „Învățarea prin serviciu unește studiul academic și serviciul comunitar de voluntariat în moduri care se consolidează reciproc. ...învățarea prin serviciu este caracterizată printr-o relație de parteneriat: studentul învață de la agenția de servicii și de la comunității și în schimb, oferă energie, inteligență, angajament, timp și abilități pentru a răspunde nevoilor umane și comunității.” :1–2,8. Voluntariatul în învățarea prin serviciu pare să aibă rezultatul angajării atât a minții, cât și a inimii, oferind astfel o experiență de învățare mai puternică; conform lui Janet Eyler și Dwight E. Giles, reușește prin faptul că „...favorizează dezvoltarea studenților prin captarea interesului studenților...” 

### Voluntariat de mediu
Mediului înconjurător este tot mai poluat, contaminat  cu materiale care interferează cu sănătatea umană, calitatea vieții sau funcția naturală a ecosistemelor (organismele vii și mediul în care trăim). Voluntariat de mediu ajută la gestionarea sau conservarea mediului. Voluntarii desfășoară o serie de activități, inclusiv monitorizarea mediului, restaurarea ecologică, cum ar fi reîmpădurirea pădurii și îndepărtarea buruienilor, protejarea animalelor pe cale de dispariție și educarea populației despre mediul natural.
Cu ajutorul voluntarilor ecologiști se poate colecta de pe malurile râurilor, deșeuri abandonate, (electrocasnice, doze de aluminiu, sticle, PET-uri de plastic, materiale de construcții, cherestea) și alte gunoaie pentru a nu se înfunda sistemele de canalizare, care duc la inundații și polua apa atât necesară peștilor, animalelor și mediului înconjurător.

### Voluntariat virtual
Denumit și voluntariat electronic sau voluntariat online, voluntariatul virtual este un voluntar care îndeplinește sarcini, în întregime sau parțial, în afara sediului organizației asistate. Ei folosesc internetul și un computer de acasă, școală, telecentru sau de serviciu sau alt dispozitiv conectat la internet, cum ar fi un PDA sau un smartphone. Voluntariatul virtual este cunoscut și sub denumirea de serviciu cibernetic, telementorat și teleinstruire, precum și alte nume. Editarea în Wikipedia este un exemplu de voluntariat virtual. 

### Voluntariat în școli
Școlile sărace din întreaga lume se bazează pe sprijinul guvernului sau pe eforturile voluntarilor și donațiilor private, pentru a funcționa eficient. În unele țări, ori de câte ori economia scade, nevoia de voluntari și resurse crește foarte mult. Există multe oportunități disponibile în sistemele școlare pentru voluntari. Cu toate acestea, nu există multe cerințe pentru a fi voluntar într-un sistem școlar. Indiferent dacă este absolvent de liceu sau TEFL (predarea limbii străine ca limbă străină) sau student majoritatea școlilor necesită doar efort voluntar.

### Voluntariat în caz de dezastre

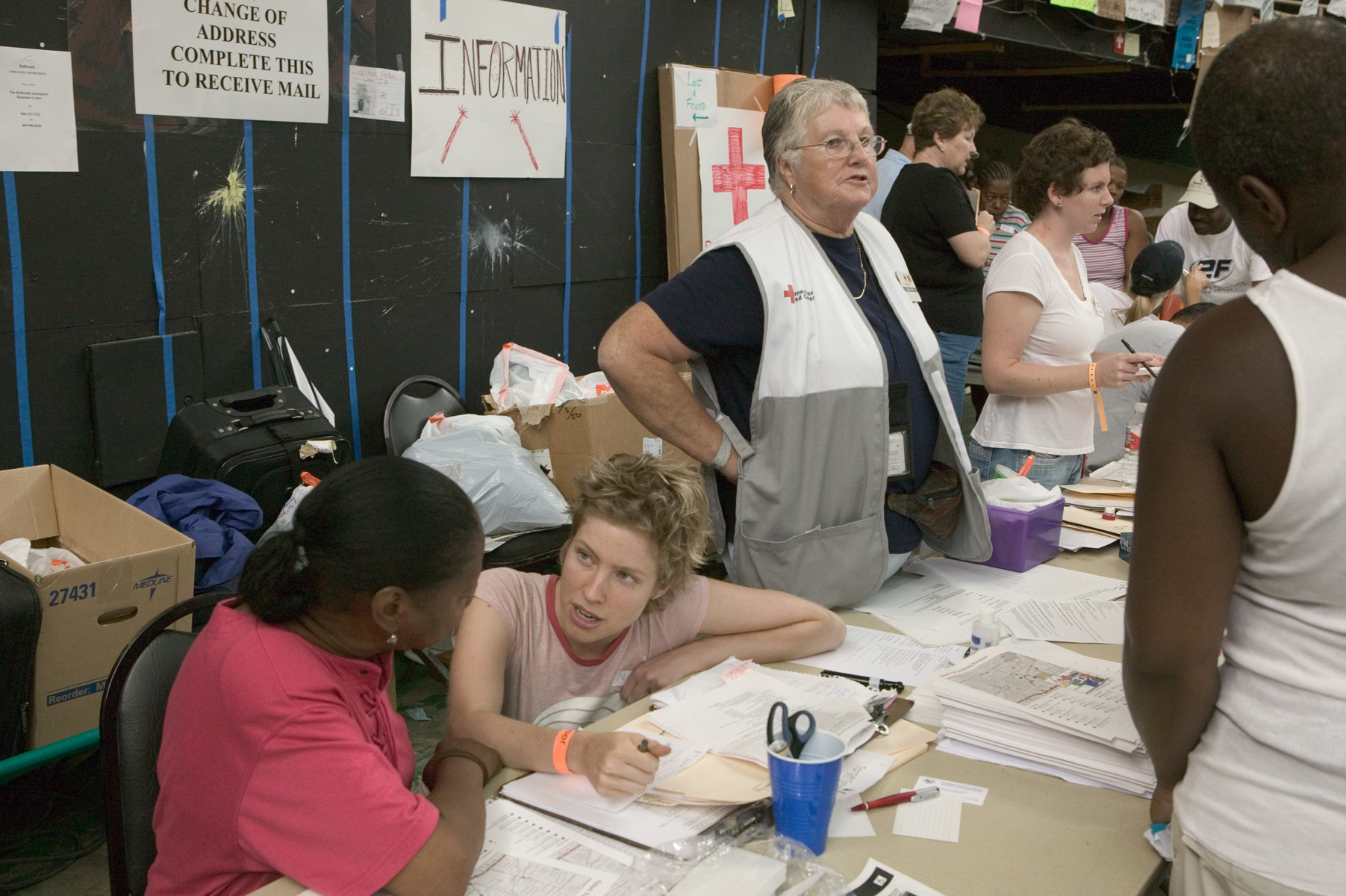
Voluntarii ajută supraviețuitorii de la Houston Astrodome după uraganul Katrina din septembrie 2005.

Voluntariatul joacă adesea un rol esențial în efortul de recuperare după dezastrele naturale. Voluntariat se poate realiza la: inundații, secetă, incendii majore și cutremure și alte situații de urgență.De exemplu, marele cutremur Hanshin-Awaji din 1995 din Japonia a reprezentat un moment decisiv, aducând mulți voluntari primitori pentru răspunsul la cutremurul din Oceanul Indian din 2004 și tsunami - ul a atras un număr mare de voluntari din întreaga lume, desfășurată de către organizațiile non-guvernamentale, agenții guvernamentale, precum și Organizația Națiunilor Unite. 
Acest lucru se poate face pe de o parte fără o atribuire formală către o organizație sau prin angajare voluntară în organizațiile de ajutor; 
Exemple:
- voluntariat neorganizat și spontan în caz de dezastru: distribuirea de ajutoare umanitare sinistrați, la inundații: umplerea sacilor cu nisip și activități similare.
- organizarea de voluntariat în caz de dezastru: membrii din cadrul serviciul voluntar pentru situații de urgență primesc sarcini speciale pentru gestionarea situațiilor de urgență. În Germania există Agenția Federală de Ajutor în astfel de situații, activitate este realizată de voluntari și poartă denumirea de THW.

În timpul urgenței provocate de uraganul Sandy din 2012, voluntarii Occupy Sandy au format o echipă de răspuns rapid, care a oferit ajutor atât de necesar în timpul și după furtună, de la hrană la adăpost până la reconstrucție. Este un exemplu de mutualism la locul de muncă, punerea în comun a resurselor și asistență și valorificarea rețelelor sociale.

### Voluntariat situație de urgență în România
În Transilvania, în primii ani ai secolului al XIX-lea apare primele forme de voluntariat și acestea s-au dezvoltat la servicii de pompieri existente la primăriile din localitățile Jimbolia, Gherla și Lipova înființându-se formații civile de pompieri”.
Și în zilele noastre poți fi voluntar în cadrul serviciului voluntar pentru situații de urgență în localitate în care locuiești sau la o subunitate din cadrul Inspectoratului Județean pentru Situațíi de Urgență (I.S.U.) – program „Salvator din pasiune”.
Voluntarii pompieri in cadrul serviciului voluntar pentru situații de urgență desfășoară o serie de activități.
Exemple:
- activități de informare și instruire în domeniul apărare împotriva incendiilor;
- verificarea modului cum se respectă prevederile legale privind apărarea împotriva incendiilor, în zona de competență;
- participarea la stingerea incendiilor, salvarea, acordarea primului ajutor și protecția persoanelor, a animalelor și a bunurilor periclitate de incendii sau în alte situații de urgență[14].

Voluntarii la I.S.U. după parcurgerea programului „Salvator din pasiune” acesta poate participa în funcție de competențele obținute la:
- intervenții, după caz, în cadrul echipajelor de prim ajutor calificat.
- intervenții în acțiunile pe care acestea le implică, în funcție de nevoile operative și pregătirea acestora, etc.
- intervenția în situații de urgență (căutare-salvare, stingere incendii etc.)[15].

### Voluntari UE Aid
Voluntari UE Aid(Voluntari UE) reunește voluntari și organizații din diferite țări, oferind sprijin practic proiectelor de ajutor umanitar și contribuind la consolidarea capacității locale și a rezistenței comunităților afectate de dezastre. Participanții la inițiativa EU Aid Volunteers trebuie să aibă peste 18 ani și să fie cetățeni ai unui stat membru al UE sau rezidenți pe termen lung în UE. Voluntarii primesc cheltuieli de cazare și de călătorie, asigurări, învățare și dezvoltare continuă, o indemnizație lunară și o indemnizație de relocare pentru a ajuta cu cheltuielile de întoarcere acasă.
Parlamentul European a votat în favoarea acestei inițiative în februarie 2014. Voluntarii de ajutor ale UE sprijină organizațiile de ajutor umanitar. Proiectele EU Aid Volunteers, conduse de parteneri ai organizațiilor din UE și din afara UE, consolidează capacitatea organizațiilor din afara UE de a se pregăti și de a răspunde la crizele umanitare și de a-și îmbunătăți gestionarea voluntarilor. De asemenea, oferă finanțare pentru asistență tehnică organizațiilor din UE pentru a-și consolida capacitatea tehnică și pentru a îndeplini standardele și procedurile necesare pentru desfășurarea voluntarilor UE pentru ajutor umanitar.
Investiția în consolidarea capacităților organizațiilor umanitare, comunităților locale și primilor respondenți din țările afectate de dezastre este esențială pentru crearea unui răspuns umanitar mai eficient și mai bazat pe principii, motiv pentru care este sprijinită și în cadrul inițiativei EU Aid Volunteers. Începând cu ianuarie 2021, programul EU Aid Volunteers intră în responsabilitatea Direcției Generale Educație, Audiovizual și Cultură a Comisiei Europene(DG EAC) și este gestionat de Agenția Executivă pentru Educație, Audiovizual și Cultură a Comisiei Europene.

### Voluntariat corporativ
Benefacto, o companie de brokeraj de voluntariat, descrie voluntariatul corporativ ca fiind „Companiile care oferă angajaților lor o indemnizație de timp liber plătit anual, pe care o folosesc pentru a face voluntariat la o organizație caritabilă la alegerea lor”.
Majoritatea companiilor din Fortune 500 permit angajaților lor să facă voluntariat în timpul orelor de lucru. Aceste programe oficializate de voluntariat a angajaților (EVP), denumite și Voluntariat sprijinit de angajatori (ESV), sunt considerate ca parte a eforturilor de sustenabilitate ale companiilor și a activităților lor de responsabilitate socială
Aproximativ 40% dintre companiile Fortune 500 oferă donații bănești, cunoscute și sub denumirea de granturi de voluntari, organizațiilor nonprofit ca o modalitate de a recunoaște angajații care dedică o cantitate semnificativă de timp voluntariatului în comunitate.

### Munca de voluntariat comunitar
Voluntariatul comunitar în SUA numită și „Muncă în folosul comunității”, se referă la nivel global la cei care lucrează pentru a-și îmbunătăți comunitatea locală. Această activitate are loc în mod obișnuit prin intermediul organizațiilor fără scop lucrativ, organizațiilor locale și bisericilor; dar cuprinde și grupuri ad-hoc sau informale, cum ar fi echipele sportive recreative.

### Voluntariat în sport
Pentru organizarea  UEFA Euro 2020 a avut nevoie de 1000 de voluntari. Prin asta s-a pus într-o lumină unică continentul European prin cele 12  orașe care au găzduit partidele turneului final.
În spatele bucuriei împărtășite de toți iubitorii  fotbalului la nivel  mondial s-au ascuns voluntarii care au fost în locurile unde au fost evenimente  organizate în fiecare oraș gazdă.
La  București, cu doar șapte zile înainte de finalul perioadei de înscriere, peste 2000 de  voluntari au completat formularul de înscriere. Între aceștia voluntari sunt incluși și  români din  diaspora, care se s-au întors acasă pentru a contribui la organizarea celui mai mare eveniment sportiv.